# Acalypha lucida
Acalypha lucida é uma espécie de flor do gênero Acalypha, pertencente à família Euphorbiaceae.